# Alikovói járás
Az Alikovói járás (oroszul Аликовский район, csuvas nyelven Элĕк районĕ) Oroszország egyik járása Csuvasföldön. Székhelye Alikovo.

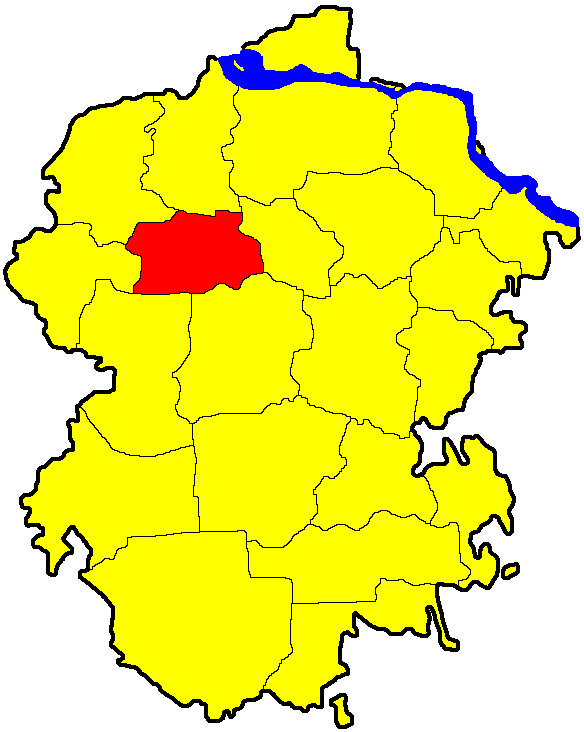
Az Alikovói járás Csuvasföldön

## Népesség
- 1989-ben 23 575 lakosa volt.
- 2002-ben 21 745 lakosa volt, melynek 98%-a csuvas.
- 2010-ben 18 282 lakosa volt.